# Roger Swerts
Roger Swerts (nascido em 28 de dezembro de 1942) é um ex-ciclista belga. Terminou em segundo lugar na competição Volta à Polónia de 1962. Competiu nos Jogos Olímpicos de Verão de 1964.